# Лозовский, Сергей Леонидович
Сергей Леонидович Лозовский (27 ноября 1899 — 27 апреля 1969) — майор Советской Армии, участник Октябрьского вооружённого восстания в Москве, Гражданской войны, Советско-польской войны, Великой Отечественной войны, Маньчжурской операции, коммунист с 1917 года, кавалер ордена Красного знамени.

## Биография
Сергей Лозовский родился 27 ноября 1899 года в Москве в семье учащегося архитектурного отделения Училища живописи, ваяния и зодчества Леонида Ипполитовича Лозовского и его жены Елизаветы Петровны, урождённой Паршиной. До 1917 года учился в реальном училище Лящука. В 1917 году вместе с отцом и братом вступил в партию большевиков и участвовал в Октябрьском вооружённом восстании в Москве. Отец и брат Борис погибли в 1919 году на фронтах Гражданской войны (отец служил комиссаром в 16-й стрелковой дивизии Киквидзе, а впоследствии командиром экспедиционной бригады 9-й армии Южного фронта и погиб в результате измены командира 204-го Сердобского полка В. И. Врановского , а 18-летний Борис сложил голову в боях под г. Балашовым, занимая должность командира батареи Московского
артиллерийского дивизиона).

## Гражданская война
В 1918 году добровольцем вступил в 1-й Московский отряд Красной гвардии под командованием Г. Т. Тимофеева и был отправлен на Западный фронт. В районе станции Новозыбково участвовал в разоружении анархистов и захвате бронепоезда. Был ранен в ногу.

После выздоровления поступил на Московские артиллерийские курсы. В качестве наводчика Московского артиллерийского дивизиона особого назначения был брошен отражать наступление белогвардейских и британских войск на Северном фронте. На Северной Двине участвовал в артиллерийской перестрелке с английским монитором, севшим на мель. Даже прямые попадания не могли потопить бронированный корабль, и от ответного огня батарея понесла потери. Но снявшись с мели британцы отступили. После стабилизации фронта был отозван в Москву для окончания артиллерийских курсов.
По окончании курсов летом 1919 года Лозовский был направлен на Южный фронт отражать наступление деникинских войск, где принял командование батареей. После нескольких боёв батарея Лозовского вошла в состав бригады Червонных казаков В. М. Примакова, впоследствии преобразованной в 8-ю кавалерийскую дивизию Червонного казачества. В этой части Лозовский командовал 1-й батарей 3-го конно-артиллерийского дивизиона до конца войны.

### Орловско-Кромское сражение
Лозовский принял участие в контрударе РККА в направлении Кромы — Фатеж. В результате прорыва фронта Латышскими стрелками и рейда дивизии Примакова по тылам белых было захвачено большое количество трофеев. Войска ВСЮР не только прекратили наступление, но и были вынуждены отойти на 100 км. 6 ноября у села Сабурово 1-й Корниловский полк при поддержке 8 орудий атаковал блокирующие его отход части Червонных казаков. Батарея Лозовского из двух орудий, развернувшись с ходу, открыла фронтальный картечный огонь по атакующей густыми цепями пехоте. Замешательство передних цепей позволило развернуть перед фронтом противника тачанки. Пулемётным огнём и последующей атакой в лоб и с фланга кавалерии Примакова офицерский полк был уничтожен.
Батарея Лозовского приняла участие и во втором рейде дивизии Примакова на железнодорожный узел и центр управления ВСЮР город Льгов. Также как и в первой операции Латышские стрелки прорвали фронт. Кавалерия вошла в прорыв и вместе с орудиями быстро и скрытно выдвинулась к городу по изрезанной оврагами местности во время снежного бурана. После артподготовки с ходу и кавалерийской атаки Льгов был взят, захвачено всё военное имущество, уйти удалось только штабному поезду Май-Маевского. Были блокированы и впоследствии захвачены 5 деникинских бронепоездов. Управление и снабжение ВСЮР было дезорганизовано и войска Деникина перешли к общему отступлению.
В селе Костельцево сосредоточился и был блокирован отступающий 2-й Дроздовский полк. Лозовский с помощью трофейной 45-линейной гаубицы и орудийного расчёта из захваченных в плен деникинских офицеров разрушил колокольню с пулемётами, прикрывавшими подходы к селу, с передовой огонь корректировал начальник артиллерии червонцев Михаил Зюк. Последующая кавалерийская атака закончилась полным разгромом дроздовцев. В плен взяли около тысячи человек, включая 36 офицеров (многие офицеры предпочли покончить с собой).

## Советско-польская война
В составе дивизии, а впоследствии корпуса Червонного казачества Лозовский принял участие в боях с войсками Врангеля, Махно и Петлюры. После вторжения польских войск в 1920 году на Украину и взятия ими Киева Червонные казаки были переброшены на Польский фронт. Лозовский участвовал в разгроме польских войск на правобережной Украине и в окончательном уничтожении союзных полякам петлюровских войск в районе города Волочиск.
За боевые отличия на Польском фронте в декабре 1920 года был награждён орденом Красного знамени.

## Батарея Лозовского в воспоминаниях ветеранов
Орловско-Кромская операция.
Среди отступающих нам повстречалась полноценная батарея трёхдюймовых орудий. Потеряв в боях свою пехоту, она сама сохранила боеспособность, артиллеристов и матчасть. Примаков пригласил к себе командира батареи и предложил ему присоединиться к червонным казакам. Командир батареи согласился. Оказалось, что это мой товарищ Сергей Леонидович Лозовский, с которым мы вместе учились в 1918 году на 1-х Московских артиллерийских курсах в Лефортово.— Полковник М. С. Медянский, ветеран червонного казачества.

Перекоп, атака английских танков.
Заработали казачьи батареи, удачный снаряд подшиб танк — пополз он назад, выпускает чёрную полосу масла... А батарея Лозовского вылетела вперёд, бьёт по уходящему танку... дрогнул враг, побежал за вал.— Е. И. Петровский, ветеран червонного казачества.
Разгром конницы Фролова, освобождение Могилёва-Подольского.
....приблизившись к лесу кавалеристы выхватили шашки и с громким "ура" бросились в атаку. Однако под вражеским огнём атака захлебнулась и червонцы были вынуждены отступить. Тогда по петлюровцам ударила батарея Лозовского. Тем временем, восстановив порядок, первый полк снова пошёл в атаку и на этот раз петлюровцы не выдержали. Беспорядочно отстреливаясь, они начали отступать.— Капитан 1-го ранга И. В. Алексеев, ветеран червонного казачества.
С Котовским на Волочиск, окончательный разгром петлюровцев.
Артиллеристы Михаила Зюка ни на шаг не отставали от кавалерии, поддерживая её атаки. Немало гайдамаков покрошили пушки самого юного командира батареи москвича Сергея Лозовского, отец которого был комиссаром знаменитой дивизии Киквидзе...Котовцы и червонные казаки, вырвавшись далеко вперёд, к Волочиску, нанесли петлюровцам последний, завершающий удар.— Полковник И. В. Дубинский, ветеран червонного казачества.

## Между войнами
После окончания Гражданской войны до 1923 года работал в Московской чрезвычайной комиссии. Тяжело заболел вследствие фронтовой контузии позвоночника и около года пролежал без движения, в 1924 году получил инвалидность. После этого находился на гражданской партийной и партийно-хозяйственной работе, в том числе по партийной мобилизации работал в Средней Азии. С 1938 года по 1941 работал редактором в Издательстве литературы на иностранных языках.

## Великая Отечественная и советско-японская война
В июне 1941 года Лозовский вступил добровольцем в дивизию народного ополчения Советского района Москвы, а в сентябре был назначен военкомом 32-го отдельного артиллерийского дивизиона особой мощности Резерва Главного Командования. В этой части прослужил до конца войны. Участвовал в боях за Выборг, освобождении Варшавы, во взятии крепости и города Кюстрина, а затем Берлина. После окончания Берлинской операции в составе дивизиона был переброшен на Дальний Восток. Участвовал в боях с японской Квантунской армией в Маньчжурии. За боевые заслуги награждён орденами Отечественной войны I и II степени. Демобилизован в ноябре 1945 года.
После войны до выхода на пенсию в 1953 году по инвалидности работал заведующим центральной редакцией Издательства литературы на иностранных языках.